# Памятник Бернесу
Памятник Бернесу — памятник советскому актёру кино и исполнителю песен, народному артисту РСФСР Марку Наумовичу Бернесу. Находился в украинском городе Нежин. Открыт 13 октября 2011 года. Скульптор — Владимир Чепелик. Был украден в ночь на 3 мая 2017 года и найден спустя сутки поломанным. 9 октября 2019 года восстановленный памятник установлен на прежнем месте.

## История
Памятник, установленный в Театральном сквере Нежина, был торжественно открыт 12 октября 2011 года — к столетию со дня рождения актёра. Кроме того, к юбилею артиста сквер был реконструирован и высадили еловую аллею. Автор монумента — Владимир Чепелик.
Памятник воспроизводит кадр из фильма «Два бойца» — бронзовый Бернес в образе Аркадия Дзюбина сидит на каменном постаменте. На постаменте надпись — «Я люблю тебя, жизнь!».
В канун Дня Победы 2017 года, под покровом ночи с 2 на 3-е мая бронзовую фигуру артиста украли, остался только валун. О пропаже памятника сообщил нежинский журналист Игорь Волосянкин, написавший: «Что ни день, то сюрприз. В Нежине украли памятник Марку Бернесу. Любимый город может спать спокойно». Полиция Черниговской области Украины возбудила уголовное дело в связи с кражей. Первый зампредседателя комитета Совфеда РФ по обороне и безопасности Франц Клинцевич заявил, что в краже виноваты депутаты Верховной Рады Украины, принявшие закон о декоммунизации. Однако это заявление противоречит действительности: наоборот, именно после принятия Закона о декоммунизации в Харькове появилась улица Марка Бернеса (переименованная бывшая Щорса).
Спустя день повреждённый памятник, весящий более чем полтонны, был найден брошенным на окраине города. У памятника отбили руку, плащ и часть гитары, но эти элементы не были сданы в металлолом, а просто были брошены рядом. О местонахождении памятника сообщил в своем Фейсбуке нардеп Александр Михайлович Кодола, а потом удалил публикацию. За информацию о пропавшем памятнике была назначена награда в размере до 50 тыс. гривен.
9 октября 2019 года восстановленный памятник был установлен на прежнем месте.